# ED50 (地理坐标系)
ED 50（"European Datum 1950"）是一种第二次世界大战后为地理网络国际交流定义的大地基准。
二战中一些重要的战争发生在因为德国、荷兰、比利时、法国边界。这些国家的地图在经纬度定位方面有冲突。这导致指定ED50作为西欧大部分的地图基准。他从此被用在大多数西欧国家（除了英国、爱尔兰、瑞典、瑞士这些有自己地图基准的国家）。
ED50用了1924年的国际椭球体。